# Dienstgrade der polnischen Streitkräfte

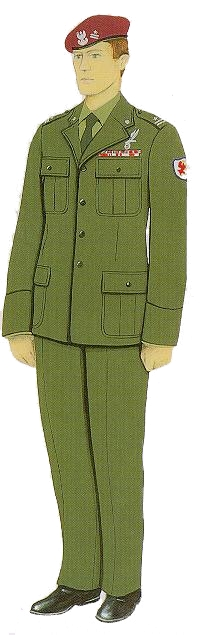
Aktuelle Dienstuniform eines Majors des polnischen Heeres

## Ursprung
Die in den polnischen Streitkräften gültige Systematik der Rangbezeichnungen beruht auf nationalen Traditionen, leitet sich teilweise aus der gemeinsamen Militärgeschichte mit den Nachbarländern ab und ist an die Strukturen der NATO-Partner angelehnt. Einige Ränge wie Chorąży (Fähnrich) gehen bis ins Mittelalter zurück. Doch nur ein Teil der Bezeichnungen ist slawischen Ursprungs, wie auch Pułkownik (pułk – Regiment) oder Porucznik (poruczać – anvertrauen: eine Person, der ein Posten oder eine Aufgabe anvertraut wird). Andere kamen durch ausländische Söldner in die polnische Sprache, wie der aus dem 17. Jahrhundert stammende Kapral (Italienisch Caporale oder Englisch Corporal).
Bis zum Zweiten Weltkrieg wurden in den Truppengattungen des Heeres unterschiedliche Bezeichnungen für die gleichen Rangstufen verwendet. So gab es in der Infanterie einen Sierżant (Sergeant), in der Artillerie den Ogniomistrz (Feuermeister, vgl. Feuerwerker), in der Kavallerie den Wachmistrz (Wachtmeister).
Bis in die Neuzeit wurde die Systematik der Rangbezeichnungen durch Preußen, Österreich-Ungarn und Russland beeinflusst, die Polen zwischen 1795 und 1918 untereinander aufgeteilt hatten. Viele der polnischen Offiziere, die mit der Wiedergeburt des polnischen Staates nach dem Ersten Weltkrieg eine eigene Armee aufbauten, hatten zuvor in den Streitkräften einer der drei Teilungsmächte gedient.

## Traditionen
In der polnischen Sprache wird die Anrede Panie (Herr) der Rangbezeichnung vorgestellt: Panie Majorze – Herr Major. Zu Zeiten der Volksrepublik Polen lautete die dienstliche Anrede Obywatelu (Bürger). Im engen Kameradenkreis war jedoch die weitaus beliebtere Anrede Panie keineswegs unüblich. In der Schriftform können akademische Grade und Titel hinzugefügt werden: pl: ppłk pil. mgr inż. Nowak (Oberstleutnant Nowak, Pilot und Magister der Ingenieurwissenschaften).
Die Rangabzeichen werden auch auf der Kopfbedeckung getragen. Traditionell werden bei der militärischen Ehrenbezeugung der kleine Finger und der Ringfinger der rechten Hand abgeknickt. Auch gilt der militärische Gruß traditionell dem Adler – als dem polnischen Wappentier – und weniger der Person. Daraus leitet sich auch der Brauch ab, dass ohne Kopfbedeckung nicht durch Anlegen der Hand zu grüßen ist.

## Aktuelle Rangbezeichnungen Heer, Spezialkräfte, Luftwaffe
Seit 2004 gelten für das Heer, die Spezialkräfte und die Luftwaffe einheitliche Rangabzeichen, die auf Schulterstück, Schirmmütze und Barett getragen werden.

### Mannschaften
| Rangabzeichen Uniformjacke Barett |                                   |                                              |
| Heer                              |                                   |                                              |
| Luftwaffe                         |                                   |                                              |
| Bezeichnung Kurzform NATO         | Soldat (pl: Szeregowy) szer. OR-1 | Gefreiter (Starszy szeregowy) st. szer. OR-1 |

### Unteroffizierskorps
| Rangbezeichnung Uniformjacke Barett |                                     |                                               |                                         |                                  |                                                  |
| Heer                                |                                     |                                               |                                         |                                  |                                                  |
| Luftwaffe                           |                                     |                                               |                                         |                                  |                                                  |
| Bezeichnung Kurzform NATO           | Unteroffizier (pl:Kapral) kpr. OR-2 | Unterfeldwebel (Starszy kapral) st. kpr. OR-3 | Zugunteroffizier (Plutonowy) plut. OR-3 | Feldwebel (Sierżant) sierż. OR-4 | Oberfeldwebel (Starszy sierżant) st. sierż. OR-5 |

Die Ränge Oberzugunteroffizier (Starszy plutonowy [st. plut.]), Stabsfeldwebel (Sierżant sztabowy [sierż. szt.]) und Oberstabsfeldwebel (Starszy sierżant sztabowy [st. sierż. szt.]) wurden am 1. Juli 2004 abgeschafft.
| Rangabzeichen Uniformjacke Barett |                                                   |                               |                                               |                                                                  |
| Heer                              |                                                   |                               |                                               |                                                                  |
| Luftwaffe                         |                                                   |                               |                                               |                                                                  |
| Bezeichnung Kurzform NATO         | Unterfähnrich (pl:Młodszy chorąży) mł. chor. OR-6 | Fähnrich (Chorąży) chor. OR-8 | Oberfähnrich (Starszy chorąży) st. chor. OR-9 | Stabsoberfähnrich (Starszy chorąży sztabowy) st. chor. szt. OR-9 |

Seit dem 1. Juli 2004 stellen die Fähnriche keine eigene Dienstgradgruppe mehr dar, sie wurden dem Unteroffizierskorps zugeordnet. Weitere Änderungen:
- Die Ränge Unterstabsfähnrich (Młodszy chorąży sztabowy [mł. chor. szt.]) und Stabsfähnrich (Chorąży sztabowy [chor. szt.]) wurden abgeschafft.
- Unterfähnrich (pl: Młodszy chorąży) und Unterfähnrich zur See (Młodszy chorąży marynarki) bisher OR-8 ⇒ neu OR-7
- Oberfähnrich (Starszy chorąży) und Oberhorąży zur See (Starszy chorąży marynarki) bisher OR-8 ⇒ neu OR-9
- Stabsunteroffizier (wörtlich: Oberkorporal; pl: Starszy kapral) und Obermaat (Starszy mat) bisher OR-3 ⇒ neu OR-4

### Offizierskorps

#### Leutnante, Hauptleute und Stabsoffiziere
| Rangabzeichen Uniformjacke Barett |                                       |                                    |                               |                        |                                         |                             |
| Heer                              |                                       |                                    |                               |                        |                                         |                             |
| Luftwaffe                         |                                       |                                    |                               |                        |                                         |                             |
| Bezeichnung Kurzform NATO         | Leutnant (pl:Podporucznik) ppor. OF-1 | Oberleutnant (Porucznik) por. OF-1 | Hauptmann (Kapitan) kpt. OF-2 | Major (Major) mjr OF-3 | Oberstleutnant (Podpułkownik) ppłk OF-4 | Oberst (Pułkownik) płk OF-5 |

#### Generale
| Rangabzeichen Uniformjacke Barett |                                                  |                                                   |                                               |                             |
| Heer                              |                                                  |                                                   |                                               |                             |
| Luftwaffe                         |                                                  |                                                   |                                               |                             |
| Bezeichnung Kurzform NATO         | Brigadegeneral (Generał brygady) gen. bryg. OF-6 | Divisionsgeneral (Generał dywizji) gen. dyw. OF-7 | Waffengeneral (Generał broni) gen. broni OF-8 | General (Generał) gen. OF-9 |

## Aktuelle Rangabzeichen Marine
Die Kriegsmarine der Republik Polen wurde mit Gründung der Republik nach dem Ersten Weltkrieg aufgebaut. Bis in die Gegenwart wurden Uniformen und Rangabzeichen vielfach geändert.

### Mannschaften
| Rangabzeichen Ärmelstreifen |                                  |                                              |
| Schulterstück               |                                  |                                              |
| Bezeichnung Kurzform NATO   | Matrose (pl: Marynarz) mar. OR-1 | Obermatrose (Starszy marynarz) st. mar. OR-2 |

### Unteroffizierskorps
| Rangabzeichen Uniformjacke Bluse |                         |                                      |                                       |                              |                                              |
| Schulterstück                    |                         |                                      |                                       |                              |                                              |
| Bezeichnung Kurzform NATO        | Maat (pl: Mat) mat OR-3 | Obermaat (Starszy mat) st. mat. OR-4 | Bootsmannsmaat (Bosmanmat) bsmt. OR-5 | Bootsmann (Bosman) bsm. OR-6 | Oberbootsmann (Starszy bosman) st. bsm. OR-7 |

Die Ränge Oberbootsmannmaat (Starszy bosmanmat [st. bsmt.]), Stabsbootsmann (Bosman sztabowy [bsm. szt.]) und Oberstabsbootsmann (Starszy bosman sztabowy [st. bsm. szt.]) wurden zum 1. Juli 2004 abgeschafft.
| Rangabzeichen Uniformjacke Bluse |                                                                           |                                                      |                                                                      |                                                                                      |
| Schulterstück                    |                                                                           |                                                      |                                                                      |                                                                                      |
| Bezeichnung Kurzform NATO        | Unterfähnrich zur See (pl: Młodszy chorąży marynarki) mł. chor. mar. OR-7 | Fähnrich zur See (Chorąży marynarki) chor. mar. OR-8 | Oberfähnrich zur See (Starszy chorąży marynarki) st. chor. mar. OR-9 | Stabsoberfähnrich zur See (Starszy chorąży sztabowy marynarki) st.chor.szt.mar. OR-9 |

Die Ränge Unterstabsfähnrich zur See (Młodszy chorąży sztabowy marynarki [mł.chor.szt.mar.])
und Stabsfähnrich zur See (Chorąży sztabowy marynarki [chor. szt. mar.]) wurden zum 1. Juli 2004 abgeschafft.

### Offizierskorps

#### Leutnante, Hauptleute und Stabsoffiziere
| Rangabzeichen Uniformjacke Bluse |                                                           |                                                           |                                                    |                                                           |                                                       |                                       |
| Schulterstück                    |                                                           |                                                           |                                                    |                                                           |                                                       |                                       |
| Bezeichnung Kurzform NATO        | Leutnant zur See (Podporucznik marynarki) ppor. mar. OF-1 | Oberleutnant zur See (Porucznik marynarki) por. mar. OF-1 | Kapitänleutnant (Kapitan marynarki) kpt. mar. OF-2 | Korvettenkapitän (Komandor podporucznik) kmdr. ppor. OF-3 | Fregattenkapitän (Komandor porucznik) kmdr. por. OF-4 | Kapitän zur See (Komandor) kmdr. OF-5 |

#### Admirale
| Rangabzeichen Uniformjacke Bluse |                                             |                                      |                                                |                             |
| Schulterstück                    |                                             |                                      |                                                |                             |
| Bezeichnung Kurzform NATO        | Konteradmiral (pl: Kontradmirał) kadm. OF-6 | Vizeadmiral (Wiceadmirał) wadm. OF-7 | Flottenadmiral (Admirał floty) adm. floty OF-8 | Admiral (Admirał) adm. OF-9 |

## Marschall von Polen
| Rangabzeichen Uniformjacke Barett |                                                     |
| Polnische Streitkräfte            |                                                     |
| Bezeichnung Kurzform NATO         | Marschall von Polen (Marszałek Polski) marsz. OF-10 |

Der Rang wurde zuletzt 1963 verliehen, an Marian Spychalski, während der deutschen Besatzung im Zweiten Weltkrieg einer der Führer der kommunistischen Untergrundgruppe Gwardia Ludowa.